# Plaine des Roches
Plaine des Roches é uma região no nordeste da ilha Maurícia que abriga uma comunidade com uma população estimada em 4218 habitantes. No local, encontra-se o primeiro parque eólico da ilha.
Plaine des Roches é uma área plana de lava recente, com muitas cavernas (tubos de lava), localizada nas planícies quentes e secas da costa nordeste da ilha Maurício. A rocha vulcânica está fracamente temperizada e o chão está coberto de rochas, fazendo com que haja dificuldade de encontrar áreas para cultivar. É de longe o local mais importante de Maurício para a sobrevivência da espécie Terpsiphone bourbonnensis.